# Jan III. Popel z Lobkowicz
Jan III. Popel z Lobkowicz (1490 – 14. června 1569 Libochovice), také zvaný starší a nejstarší byl příslušník chlumecké větve šlechtického rodu Lobkowiczů a zakladatel její starší zbirožské linie. Zastával vysoké zemské úřady, byl nejvyšším dvorským sudím, nejvyšším zemským sudím a nejvyšším hofmistrem. Byl literárně činný.

## Původ a život

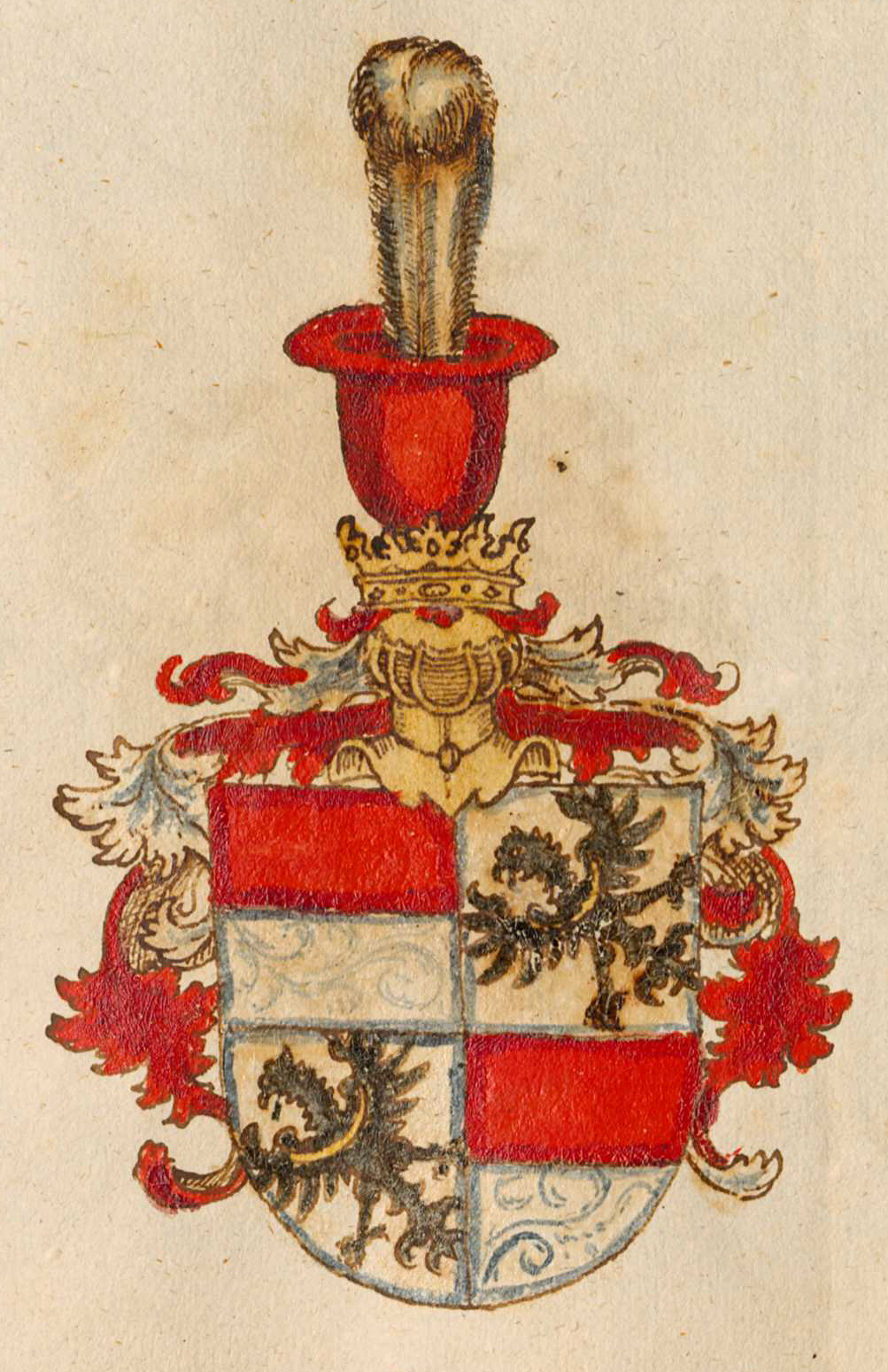
Erb Lobkowiczů

Narodil se v roce 1490 jako syn Ladislava I. Popela z Lobkowicz na Chlumci († 1505) a jeho manželky Anny Krajířové z Krajku († 1520). Jeho mladším bratrem byl Ladislav II. Popel z Lobkowicz (1501 – 15. 12. 1584), který rovněž udělal kariéru, zastával úřad dvorského maršálka, prezidenta apelačního soudu a nejvyššího hofmistra.
Jan III. získal dobré vzdělání, které zúročil při zastávání významných zemských úřadů, prošel od postu nejvyššího dvorského sudího (1538–1541), přes nejvyššího zemského sudího (1541–1554) až po nejvyššího hofmistra (1554–1569).
Vydával literární pozůstalost svého příbuzného Bohuslava Hasištejnského z Lobkowicz († 1510) a korigoval mimo jiné Kroniku českou (vydána 1541) Václava Hájka z Libočan († 1553).
Vystupoval jako přesvědčený katolík, ochránce pražské jezuitské koleje. V době prvního stavovského protihabsburského povstání v roce 1547 stál neochvějně na straně krále Ferdinanda I. (českým králem 1526-1564), finančně ho podporoval v boji proti protestantům během Šmalkaldské války a působil i jako jeho politický vyjednavač.
Ve zralém věku přeložil z latiny do češtiny dílo Erasma Rotterdamského (1466–1536) pod titulem Kniha jakby se (člověk) k smrti hotoviti měl, kterou vydal v roce 1563 Jiří Melantrich z Aventina († 1580) a Sixt z Ottersdorfu (1500–1583). Sám napsal Napomenutí ke všem lidem, aby jsouce na světě, na věci budoucí se rozpomínali.

## Smrt a náhrobek
Jan III. zemřel 14. června 1569 v Libochovicích a byl pohřben v katedrále sv. Víta v Praze.
Jeho plastický náhrobek z červeného a bílého mramoru se zlacenými detaily je tříetážový, přizděný k západní stěně Martinické kaple, je 4,40 m vysoký. Jeho sochařskou výzdobu vytvořil Vincenc Strašryba. Ve spodní kartuši je v oválném poli alegorie pomíjivosti života. Tvoří ji ležící soška putta s přesýpacími hodinami, lebkou a nápisovou páskou: HODIE MIHI CRAS TIBI (latinsky Dnes mně, zítra tobě.).
Střední (hlavní) pole tvoří portál se dvěma páry sloupů s korintskými hlavicemi, nesoucími římsu s nápisovou deskou IOANNI POPEL FAMILIAE BARONVM A LOBKOWICZ // SENIORI CVRIAE REGNIQ BOEMIAE IVDICI PRIMO // AC EIVSDEM REGNI CVRIAE SVPREMO PRAEFECTO ANNO 1569 DIE 6 IVNII AETATIS // VITA FVNCTO GRATA POSTERITAS. Uvnitř je vsazen reliéf Trůnu Boží moudrosti se svatozáří ve věnci z oblaků a před ním socha Jana III. z Lobkowicz jako klečícího rytíře ve zbroji těžkooděnce. V horním poli je mezi dvěma sloupy vsazen čtvercový reliéf vzkříšeného Krista nad otevřeným hrobem s vojáky. Po jeho stranách stojí dvojice soch sv. Petra a Pavla. 

## Majetek

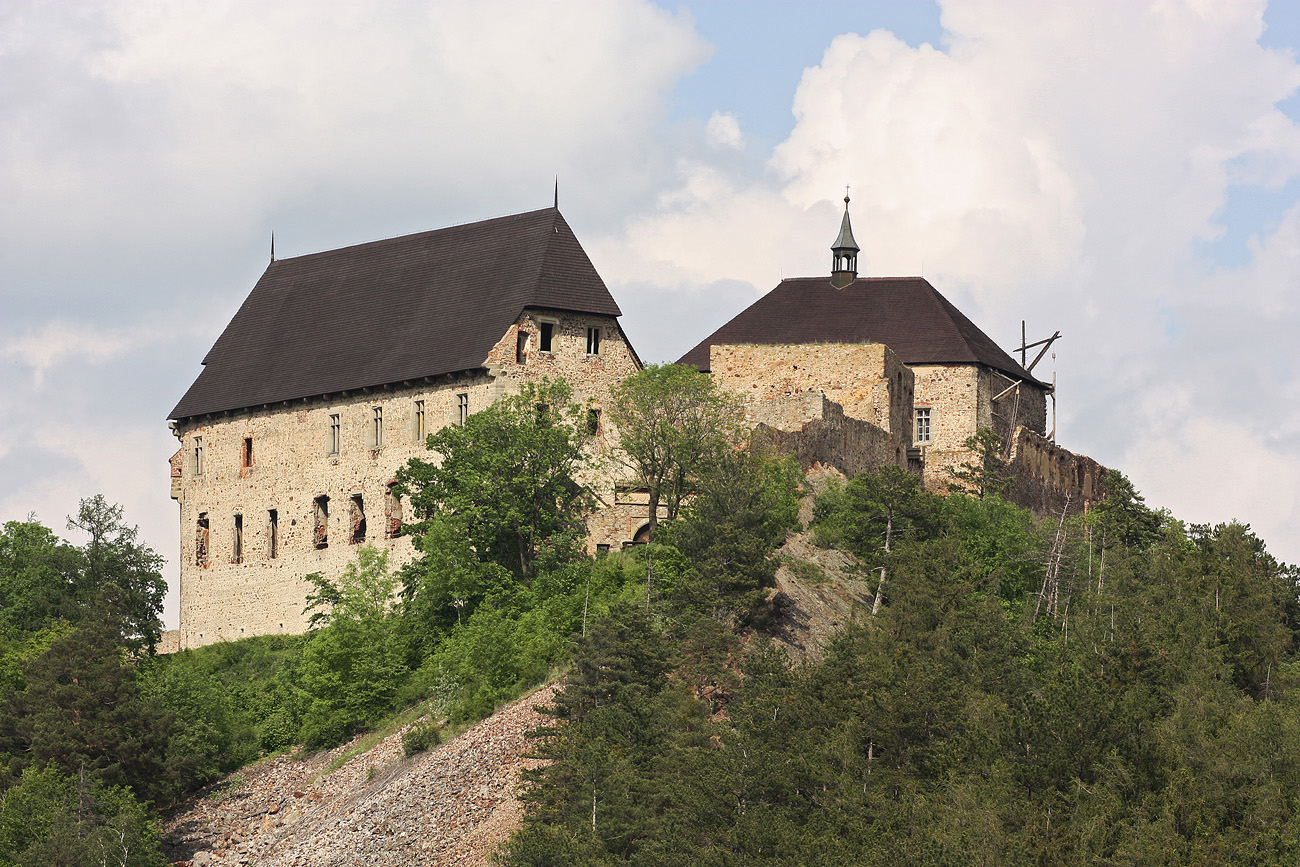
Hrad Točník

Zdědil polovinu Zbirohu, druhou polovinu odkoupil od svého bratra Ladislava II.
V roce 1548 koupil od Jana z Kolowrat hrad Krakovec s poplužním dvorem, pět vsí, dvůr a tvrz Dubjany a pustý dvůr v Hlincích za 3850 kop grošů. Už v roce 1550 převzali krakovecké panství jeho syn Jan mladší s manželkou Annou z Roupova.
Od roku 1552 držel v zástavě hrad Točník, který o 15 let později (nebo už v roce 1557) získal spolu s okolním panstvím do dědičného držení. Velké střední nádvoří hradu nechal zdí rozdělit na dvě části. Ve Velkém paláci dal přepažit Velký sál na dvě menší místnosti a snížit původní gotická okna. Průčelí tohoto paláce, které směřuje do nádvoří, bylo opatřeno renesanční sgrafitovou omítkou. Lobkowiczové si točnické panství udrželi do roku 1594, kdy se stalo na téměř tři staletí majetkem české komory. K točnickému panství patřil také hrad Žebrák, který se v roce 1558 uváděl jako pustý.
Dále vlastnil Krakovec, Libochovice a Hazmburk.

## Rodina
Oženil se s Annou Žehrovskou z Kolowrat († po 1567), dcerou Mikuláše Žehrovského z Kolowrat a jeho manželky Elišky Bezdružické z Kolowrat. Měli spolu minimálně 14 dětí:
- 1. Jan V. (starší, 1521 – 18. 6. 1590)
  - 1. ∞ (1546) Anna z Roupova († po 1550)
  - 2. ∞ Johana Novohradská z Kolovrat († po 1586), všechny děti z tohoto manželství
  - 3. ∞ (asi 1588) Markéta Popelovna z Lobkovic (1541 – 17. 9. 1600)
    - 1. [z 2. manž.] Eliška († před 1637)
      - ∞ 17.8.1581 Kryštof mladší Popel Lobkowicz, zvaný Tlustý (1549 – 24. 5. 1609)

    - 2. [z 2. manž.] Eva († 30. 7. 1599, pohřbena v říjnu 1599 Bechyně)
      - ∞ (20. 7. 1578 Točník) Adam II. ze Šternberka († 10. 4. 1623)

    - 3. [z 2. manž.] Regina († 1612)
      - 1. ∞ (13. 5. 1582 zámek Neu-Fistritz) Ferdinand Albrecht Hoyos (1533 – 2. 3. 1609)
      - 2. ∞ neznámý šlechtic z Friesu
- 2. Anna Dorota († 29. 8. 1571)
  - 1. ∞ (1539) Jeroným z Bibrštejna na Kosti († 30. 6. 1549, pohřben ve Frýdlantě)
  - 2. ∞ Mikuláš IV. Zajíc z Hazmburka (14. 9. 1524 – 20. 3. 1585)
- 3. Mikuláš (asi 1528 – 2. 10. 1598, pohřben v kostele sv. Jakuba v Praze)
  - ∞ Anežka z Gutštejna († 1581), jejich děti:
    - 1. Anna († 1604)
      - 1. ∞ Jiří z Montfortu († před 1591)
      - 2. ∞ (28. 8. 1591) Pavel Sixtus z Trautsonu a Falkensteinu (asi 1550 – 30. 7. 1621)

    - 2. Jan Viktorín († 1595)
    - 3. Mikuláš († 1599)
- 4. Kryštof (asi 1524 – 8. 4. 1571), jeho dcera:
  - 1. Voršila († asi 1574)
    - ∞ Jiřík Pruskovský z Pruskova († 1584)
- 5. Ladislav III. (starší, 1537 – 11. 3. 1609)
  - ∞ (23. 9. 1565 Bratislava) Marie Magdalena ze Salm-Neuburgu (1548 – 23. 7. 1607), jejich děti:
    - 1. Eliška (Alžběta)
      - ∞ Ferdinand Trčka z Lípy († 1577)

    - 2. Adam († před 1607)
    - 3. Jan Mikuláš († 1614)
      - ∞ (1608) Eva Eusebie Popelovna Lobkowicz (1574 – 12. 8. 1624)

    - 4. Marie Magdalena (1569 – 8. 1. 1633, pohřbena ve Světlé nad Sázavou)
      - ∞ (8. 2. 1588) Jan Rudolf Trčka z Lípy (1557 – 29. 9. 1634 Německý Brod, pohřben ve Světlé nad Sázavou)

    - 5. Kateřina
      - ∞ (21. 10. 1584) Jindřich mladší Kurzpach z Trachenburgu (20. 3. 1555 – 22. 3. 1618)

    - 6. Eva
      - ∞ (16. 7. 1607) František Batthyány (1577 – 13. 9. 1629)

    - 7. Sabina (Zbyňka) (1583 - 1623 Praha, pohřbena v Ledči nad Sázavou)
      - ∞ (28. 4. 1603 Praha) Filip ze Solms-Lichu (1569 – 1631 Vídeň, pohřben v Ledči nad Sázavou)

    - 8. Julie
      - ∞ (26. 2. 1595) István Török z Enyingu

    - 9. Adam († 1608 u Chebu)
      - ∞ Ester z Vřesovic
- 6. Kateřina
- 7. Marjana
- 8. Jiří starší, (1540 † 28. 5. 1607 uvězněný na Lokti)
  - ∞ (2. 9. 1567) Kateřina z Lokšan (1530 – 6. 5. 1590 zavražděna svým šíleným synem z prvního manželství), jejich dcery:
    - 1. Eva Eusebie (1574 – 12. 8. 1624, pohřbena v kostele sv. Salvátora v Praze)
      - ∞ (1608) Jan Mikuláš Popel Lobkowicz († 1614)

    - 2. Anna Marie († 9. 4. 1603 Praha, pohřbena v kostele sv. Jakuba v Praze)
      - ∞ (1601) Václav Rozdražovský z Rozdražova († 7. 6. 1625)
- 9. Bohuslav Havel (1543 – 7. 7. 1595, pohřben v kostele sv. Michala v Blšanech)
  - 1. ∞ (30. 1. 1570) Magdalena ze Starhembergu
  - 2. ∞ Alžběta Krakowská z Kolowrat († 29. 4. 1597, pohřbena v Blšanech)
- 10. Hynek († mlád před 1569)
- 11. Bartoloměj († po 1569)
- 12. Griselda (asi 1560 – 1607)
  - 1. ∞ Aleš Albrecht Berka z Dubé († 1578)
  - 2. ∞ (27. 1. 1580) Adam ze Švamberka († 1590)
  - 3. ∞ (26. 4. 1593) Jaroslav Libštejnský z Kolowrat († 12. 6. 1595, pohřben v Petrohradě)
- 13. Ludmila († asi 1606)
  - ∞ Arnošt ze Schleinitz
- 14. Veronika